# Sergio Ángel Berti
Sergio Ángel Berti (Villa Constitución, 17 de setembre de 1969) és un exfutbolista argentí, que ocupava la posició de migcampista.

## Trajectòria
Inicia la seva carrera el 1988 al CA Boca Juniors. Dos anys després, fitxa per l'etern rival, el CA River Plate, club en el qual passaria gairebé tota la dècada dels 90, tret d'unes breus estades a Espanya i Itàlia. Amb el River Plate, va guanyar diversos títols domèstics, així com la Copa Libertadores de 1996.
L'any 2000 fitxa pel Club America mexicà. En una eliminatòria de la Copa Libertadores d'eixe any, a l'enfrontar-se el seu equip contra Boca Juniors, el migcampista es va negar a disputar l'encontre pocs minuts abans del seu inici, assenyalant que patia per la seva seguretat i la de la seva família, a causa dels càntics dels aficionats del quadre argentí. L'America va perdre per 4 a 1 i Berti no va jugar més amb els mexicans.
El 2001 retorna al seu país per militar a CA Huracán. I l'any següent recala a l'equatorià Barcelona SC. La seva carrera finalitza abruptament el 2002 amb el Livingston FC escocès després d'un enfrontament, a la pretemporada, amb el seu company d'equip Richard Brittain.

## Selecció
Berti va ser internacional amb l'Argentina en 22 ocasions, tot marcant un gol. Va participar en el Mundial de 1998, així com a les Copes Amèrica de 1995 i 1997.